# Bactris hondurensis
Bactris hondurensis es una especie de palma de la familia de las arecáceas. 

## Distribución
Es originaria de Centroamérica hasta Ecuador donde se distribuye por Costa Rica, Honduras, Nicaragua, Panamá, Colombia y Ecuador.

## Descripción
Tiene los tallos solitarios o cespitosos, de 1–2.5 (–4) m de alto y 0.5–1.5 cm de diámetro. Hojas 5–9, lámina generalmente simple y bífida, de 36–71 cm de largo y 26–39 cm de ancho; ocasionalmente pinnada y entonces con 1–8 pinnas a cada lado, las pinnas apicales más anchas, generalmente pilosas en el envés, raquis 15–50 cm de largo; vaina, pecíolo y raquis con pocas espinas hasta 1 cm de largo, negras, entremezcladas con espinas hasta 2 cm de largo, amarillentas o negras. Inflorescencias con bráctea peduncular moderada a densamente cubierta con espinas suaves, patentes, hasta 1 cm de largo, negras, cafés o amarillentas; raquillas 3–7, tríades arregladas irregularmente entre las flores estaminadas en pares o solitarias. Frutos ampliamente obovoides, 1.2–1.5 cm de diámetro, anaranjados o rojos (Fig.1).

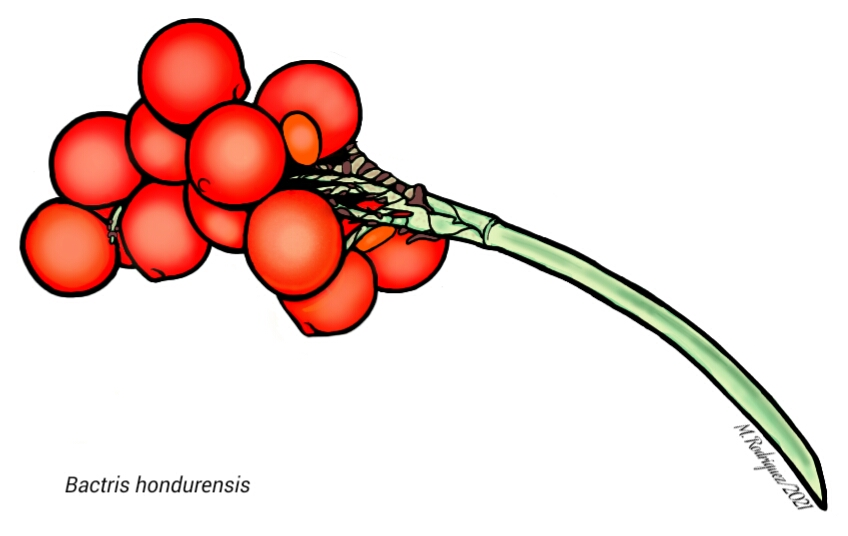
Fig.1: Frutos de Bactris hondurensis

## Hábitat
Es una especie común, se encuentra en sotobosque en bosques de la zona del atlántico a una altitud de 0–1000 metros. La floración se produce en sep–abril en Centroamérica y norte de Sudamérica.

## Taxonomía
Bactris hondurensis  fue descrita por Paul Carpenter Standley y publicado en Tropical Woods 21: 25. 1930.
Etimología
Ver: Bactris
hondurensis: epíteto geográfico que alude a su localización en Honduras.
Sinonimia
- Bactris obovata H.Wendl. in O.C.E.de Kerchove de Denterghem, Palmiers: 234 (1878), nom. nud.
- Bactris villosa H.Wendl. ex Hemsl., Biol. Cent.-Amer., Bot. 3: 413 (1885), nom. nud.
- Bactris pubescens Burret, Repert. Spec. Nov. Regni Veg. 34: 197 (1934).
- Bactris standleyana Burret, Repert. Spec. Nov. Regni Veg. 34: 199 (1934).
- Bactris wendlandiana Burret, Repert. Spec. Nov. Regni Veg. 34: 198 (1934).
- Bactris paula L.H.Bailey, Gentes Herb. 6: 226 (1943).
- Yuyba paula (L.H.Bailey) L.H.Bailey, Gentes Herb. 8: 173 (1949).[2]